# 沃利斯克
52°03′N 47°23′E / 52.050°N 47.383°E
沃利斯克（俄语：Вольск）是俄羅斯薩拉托夫州東北部的一個城市，位於伏爾加河畔，對面是大伊爾吉茲河的河口。2024年人口50,000人。
1690年建城，1780年設市，並改名為。自19世紀逐漸讀成今日的名稱。